# Wilhelm von Lans
Wilhelm Andreas Jacob Emil von Lans (Gut Loosen, 5 marzo 1861 – Charlottenburg, 21 marzo 1947) è stato un ammiraglio tedesco, già distintosi nel corso della rivolta dei Boxer in Cina, dove venne insignito della Croce di Cavaliere dell'Ordine Pour le Mérite. Dal 1 ottobre 1912 al 14 febbraio 1915 fu comandante della I Squadra da battaglia (I. Geschwader) della Hochseeflotte. Entrato in contrasto con il Grande ammiraglio Alfred von Tirpitz, cui rimproverava la strategia tedesca nella guerra navale fino ad allora tenuta, fu sostituito dal viceammiraglio Richard Eckermann.

## Biografia
Nacque a Gut Loosen il 5 marzo 1861, terzogenito di Herbert e Berta Lans. Cresciuto nelle case per cadetti di Bensberg e Berlino dal 1870 al 1878, entrò a far parte della Kaiserliche Marine come cadetto il 23 aprile 1878. Prestò servizio su varie corazzate e torpediniere navigando in Sud America, nelle Indie occidentali e in Africa. Nel frattempo, promosso Leutnant zur See, portò la torpediniera V 6 a Berlino in occasione della Pasqua del 1891 su suggerimento del Kaiser Guglielmo II di Germania. Nel 1894 divenne vicecomandante della nave da battaglia Kurfürst Friedrich Wilhelm. Nel 1895 fu assegnato all'Admiralstab der Marine e vi rimase fino al 1898.
Promosso Korvettenkapitän il 6 febbraio 1899, e intraprese un viaggio nell'Asia Orientale sulla nuova cannoniera Iltis, raggiungendo Kiautschou nel mese di maggio. Tale località era stata ceduta in affitto alla Germania nel 1898. Durante la battaglia dei forti di Taku durante la rivolta dei Boxer, il 17 giugno 1900 le navi delle potenze coloniali europee sconfissero le truppe cinesi attaccanti, ed egli rimase gravemente ferito fu gravemente ferito alla parte inferiore della gamba sinistra. A causa di ciò venne ricoverato presso l'ospedale militare della marina tedesca a Yokohama dove rimase fino al dicembre 1900. Lo stesso imperatore si congratulò per la guarnigione e il 25 giugno 1900 gli conferì l'Ordine Pour le Mérite, assegnato anche alla cannoniera Iltis.
Nel gennaio 1901 ritornò in Germania e in agosto fu assegnato all'Admiralstab der Marine a Kiel, dove rimase fino al 1904. Divenne quindi comandante della nave ammiraglia della flotta, la nave da battaglia Kaiser Wilhelm II, che comandò fino al 1906, quando fu promosso contrammiraglio.
Ispettore delle torpediniere dal 1909 al 1912, durante questo periodo ebbe una notevole influenza sulla politica di costruzione delle torpediniere. Di fronte a una notevole resistenza del comando della flotta, egli promosse una riduzione delle dimensioni delle torpediniere (serie da V 1a S 24). Per le loro pessime caratteristiche marine esse furono chiamate Lans-Krüppel; erano interessanti solo dal punto di vista dei costi, poiché erano più economiche delle precedenti unità. Dal 1 ottobre 1912 al 14 febbraio 1915, in piena prima guerra mondiale fu viceammiraglio comandante della I Squadra della Hochseeflotte. Come comandante della I Squadra durante il suo comando ricevette una lettera dal Grande ammiraglio von Tirpitz che criticava l'operato del comandante della I Squadra incrociatori da battaglia Franz von Hipper durante l'azione a Helgoland del 28 agosto 1914. Egli difese apertamente l'operato di von Hipper durante lo scontro. Il 3 ottobre partecipò ad una riunione tenutasi sulla nave ammiraglia della flotta, la nave da battaglia Friedrich der Grosse, a cui parteciparono lui, il Kaiser Guglielmo II, il comandante in capo della flotta ammiraglio Friedrich von Ingenohl, il capo di stato maggiore ammiraglio Hugo von Pohl, il comandante della II Squadra viceammiraglio Reinhard Scheer, e il contrammiraglio Felix Funke comandante della III Squadra.
Fu allontanato dal comando il 14 febbraio 1915, sostituito dal viceammiraglio Richard Eckermann, su decisione del Segretario di Stato presso l'Ufficio del Reichsmarineamt Alfred von Tirpitz, con cui era entrato in contrasto: con la sua approvazione e sotto il suo nome, il suo primo ufficiale di stato maggiore, il Korvettenkapitän Wolfgang Wegener, scrisse una lettera in cui criticava gli armamenti e la strategia tedesca nella guerra navale. La lettera esortava i responsabili (cioè Tirpitz) a vedere il Mare del Nord come un'arena di lotta marginale e, invece, a riconoscere l'attenzione sul Mar Baltico come un entroterra strategico e una rotta vitale per l'approvvigionamento di minerale di ferro svedese. Questo memorandum circolava all'interno della Marina ed era indirettamente diretto contro Tirpitz come principale responsabile navale tedesco. Dopo essere stato assegnato come comandante di squadriglia, fu messo a disposizione del comandante della stazione navale del Mare del Nord fino al settembre 1915. Posto a disposizione il 18 settembre 1915, con la qualifica di ammiraglio, è contemporaneamente assegnato al corpo degli ufficiali di marina.
Si ritirò a vita privata a Berlino-Charlottenburg. Nel 1903 aveva sposato la signorina Anna von Cölln ad Hannover, ma dal matrimonio non nacquero figli. Durante la seconda guerra mondiale il suo appartamento a Berlino venne distrutto da un bombardamento aereo, dopodiché si trasferì ad Adamsdorf in der Neumark. Sua moglie vi morì nel 1944 dopo una breve malattia. Nel luglio 1945 fu espulso da Adamsdorf e ritornò a piedi a Berlino, dove si spense presso il Paulinen Hospital in età molto avanzata il 21 marzo 1947. L'urna con le sue ceneri fu successivamente tumulata nel cimitero protestante di Hamminkeln nel 1949.
Lans fu elevato alla nobiltà ereditaria dal Kaiser Guglielmo II il 16 giugno 1913. A lui sono state intitolate una strada a Colonia-Neuehrenfeld e una a Berlino-Dahlem.

### Annotazioni
1. ↑  Anche suo fratello minore Max divenne un ufficiale di marina.

### Fonti
1. ↑  Bradley, Hildebrand, Henriot 1988, pp. 364-366.
2. 1 2 3 4 5 6 7 8 9 10 11 12 13 14 15 16 17  Hamminkeln.
3. ↑  Admiralstab der Marine 1903, p. 266.
4. ↑  Merkeler 1951, pp. 82-83.
5. ↑  Philbin 1982, p. 75.
6. ↑  Philbin 1982, p. 117.
7. ↑  Philbin 1982, p. 87.
8. ↑  von Tirpitz 1926, p. 75.
9. 1 2 3 4 5 6 7 8  Marine-Kabinett 1918, p. 5.